# Иван Марков (краевед)
Вижте пояснителната страница за други личности с името Иван Марков.
Иван Марков е български краевед, историк и изследовател от Македония.

## Биография
Марков е роден на 24 октомври 1935 година в Неврокоп (днес Гоце Делчев), България. Родата му идва в Неврокоп от Банско, където е сред най-будните фамилии. В 1960 година завършва библиотекознание в София. Над 30 години е библиотекар в градската и в учителската библиотека в родния си град. Автор е на множество изследвания за историята на областта Македония, като си сътрудничи с изтъкнати български изследователи, сред които са академик Христо Христов, професор Костадин Палешутски, академик Георги Марков, Константин Пандев, професор Георги Бакалов и много други. Автор е на много трудове, които изследват историята Неврокопския край.
В 1980 година е награден с ордена „Св. св. Кирил и Методий“.
Марков е сред основателите на Македонския научен институт след неговото възстановяване и е ръководител на научна група на института в родния си град.
Обявен е за почетен гражданин на Гоце Делчев в 2005 година. В 2010 година е отличен с националната литературна награда за цялостно творчество „Людмил Стоянов“.
Почива на 4 декември 2021 година.